# Гипотеза Хокни — Фалько

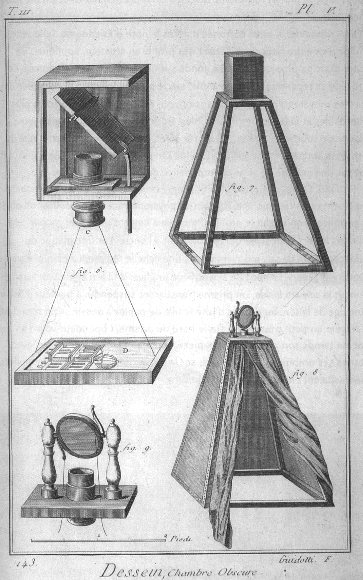
Схема камеры-обскуры (Encyclopédie ou Dictionnaire raisonné des sciences, des arts et des métiers, 1772). В соответствии с гипотезой Хокни — Фалько, эти устройства играли решающую роль при создании художественных произведений начиная с эпохи Ренессанса

Гипотеза Хокни — Фалько — теория современного британского художника, представителя направления поп-арт, Дэвида Хокни, к которому впоследствии примкнул физик, работающий в области изучения оптики тонких плёнок, Чарльз М. Фалько. Оба утверждают, что прогресс в реалистичности изображения, достигнутый в западноевропейской живописи с началом эпохи Ренессанса (например, в ранней нидерландской живописи), не связан с развитием техники живописи и мастерства художников. Точность, которую демонстрируют работы старых мастеров, невозможно получить, рисуя «eyeballing it» (термин введён в оборот Хокни), то есть «на глаз», не используя никаких вспомогательных средств. По мнению авторов гипотезы, художники использовали в процессе работы оптические инструменты, такие как камера-обскура, камера-люцида и сферические зеркала. Свою гипотезу Хокни разработал, основываясь на анализе ряда работ старых мастеров, изучении трактатов по оптике, работ искусствоведов и собственных опытов. Начиная с книги Хокни «Тайное знание: восстановление утраченных техник старых мастеров» (англ. Secret Knowledge: Rediscovering the Lost Techniques of the Old Masters), вышедшей в свет в 2001 году, Хокни и Фалько подготовили ряд публикаций, доказывая использование оптических средств старыми мастерами и историческую правдоподобность таких методов. Гипотеза была критически принята как искусствоведами, так и историками науки.

## История
В начале 1999 года Хокни посетил выставку произведений Энгра. Хокни проявил повышенный интерес к графическим портретам одного из лидеров академизма. В работах Энгра его поразила разница в подходах к изображению лиц портретируемых и их костюмов — между тщательной проработкой изысканной штриховкой и мягкими полутонами лиц моделей и плавными линиями, которыми передавались одежда и аксессуары, без какой-либо моделировки объёма. Рисунки Энгра напомнили Хокни рисунки Энди Уорхола, которые последний создавал, обводя проекции фотографий на холсте. Всё это натолкнуло Хокни на мысль, что Энгр, рисуя последние, использовал оптический прибор. По мнению Хокни, это была запатентованная английским оптиком Волластоном камера-люцида.
Хокни начал изучать работы искусствоведов, историков искусства и литературу, посвящённую проблемам оптики. В своей студии он собирал репродукции произведений западноевропейского изобразительного искусства XII—XIX веков, двадцатиметровая стена, на которой они были размещены, получила название The Great Wall.

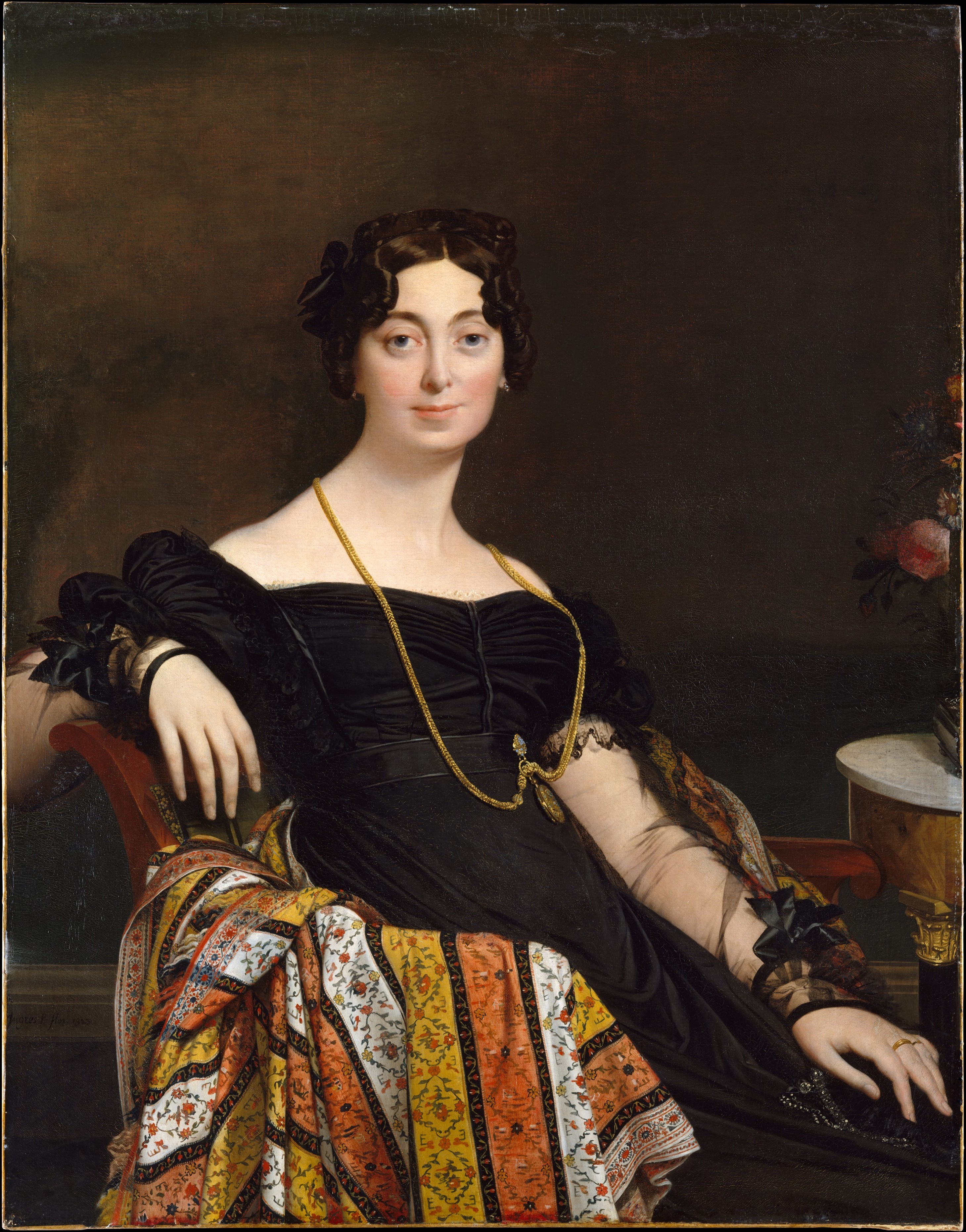
Ж. Энгр. Портрет мадам Леблан. 1823. Нью-Йорк, Музей Метрополитен

Хокни обратился уже к живописным произведениям Энгра (например, к портрету мадам Леблан (1823)). По мнению Хокни, столь высокий реализм в изображении одежд, складок тканей, сложных орнаментов на них при том, что художнику необходимо было писать довольно быстро, был возможен только при помощи оптических приборов. В живописи мастеров начала XV века Хокни обнаружил такие же, как у Энгра, высочайший реализм в изображении окружающего мира, высокую точность в мельчайших подробностях, особое мастерство, с которым представлены на старых картинах отражения в зеркалах и блики на стекле.
В доказательство справедливости своей гипотезы Хокни проделал следующий опыт: сидя в тёмном помещении, где свет падал из небольшого отверстия на модель, художник с помощью вогнутого зеркала проецировал на основу для рисования изображение человека, сидящего у окна, и успешно набросал черты его лица. На коллоквиуме в Нью-Йорке было представлено несколько рисунков, выполненных подобным образом самим Хокни, однако художник не выполнил с использованием оптических средств ни одной работы красками.
Свои заключения Хокни изложил в книге ’Secret Knowledge: Rediscovering the Lost Techniques of the Old Masters’, изданной в Лондоне в 2001 году и получившей неоднозначный приём историков искусства и учёных. Так, Маттиас Оберли в своей рецензии на книгу отметил, что Хокни представляет всех художников раннего Ренессанса «талантливыми, но, в основе, механическими копиистами» (begabte, aber im grunde genommen rein mechanische Imitatoren). Тем не менее простота гипотезы гарантировала ей широкую популярность среди неспециалистов, а Би-би-си выпустила документальный фильм о теории Хокни. В декабре 2001 года в Нью-Йоркском Гуманитарном центре прошёл коллоквиум, приуроченный к выходу книги, который был организован близким знакомым художника, журналистом Лоренсом Вешлером. На коллоквиуме Хокни был буквально «атакован раздражёнными критиками»
. Однако, по мнению историка науки Майкла Гормена, наиболее взвешенные возражения Хокни получил не от искусствоведов, а от учёных, специалистов в области оптики, Дэвида Сторка (Стэнфордский университет) и Кристофера Тайлера (Smith-Kettlewell Eye Research Institute).

## Критика

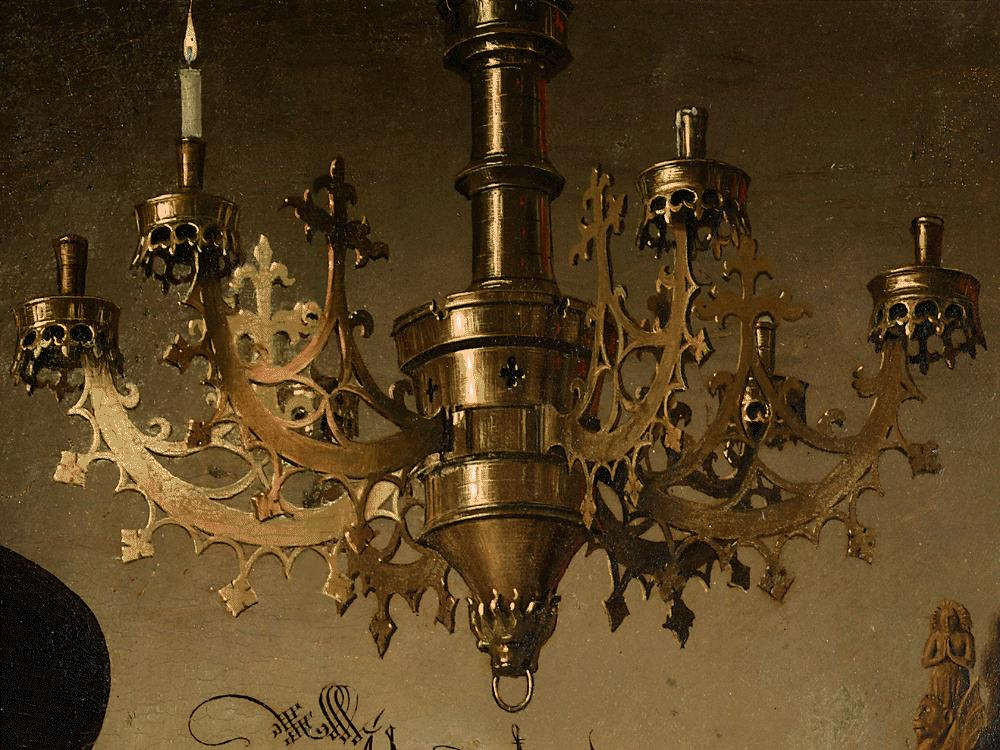
Ян ван Эйк. Портрет четы Арнольфини. 1434. Деталь. Лондон, Национальная галерея

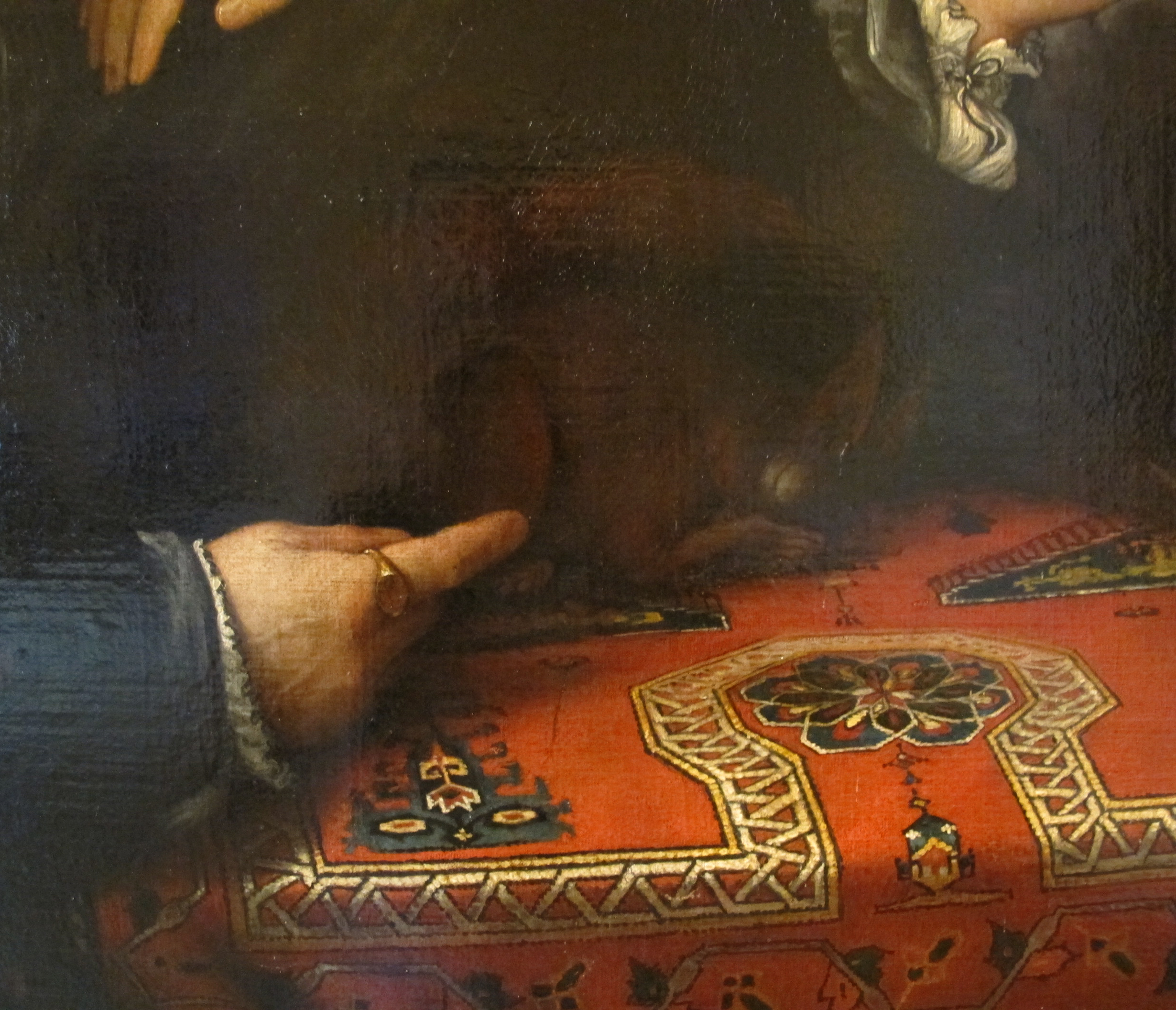
Муж и жена. Лоренцо Лотто. 1523. Деталь

Так, согласно теории Хокни, при работе над знаменитым «Портретом четы Арнольфини» ван Эйк использовал проекцию, полученную с помощью вогнутого зеркала. По мнению Хокни, люстра на этой картине изображена в «идеальной проекции», такого эффекта якобы невозможно достичь, рисуя без вспомогательных средств (эта деталь написана художником без подготовительного рисунка). Сторк доказал, что рисунок люстры на самом деле выполнен с ошибками, и что её можно нарисовать без специальных приспособлений. Как указывает Сторк, для получения сферического вогнутого зеркала с достаточно большим фокусным расстоянием, какое требуется для создания проекции предметов на основу для живописи по теории Хокни, например, 55 см, необходима сфера диаметром около 7 футов, но во время ван Эйка такие изделия из стекла ещё не производились.
Одним из важных аргументов против теории Хокни является тот факт, что какие-либо упоминания о применении художниками раннего Возрождения и барокко приспособлений для проекции реального изображения на холст (доску) отсутствуют в сохранившихся документах. На сайте Art & Optics, в онлайн-дискуссии с Чарлзом Фалько, Дэвид Сторк повторил этот аргумент, добавив к нему утверждения, что художники были достаточно талантливы и учились рисовать без вспомогательных средств, а также что качественная проекция на основу требует яркого освещения, что потребовало бы невероятного количества свечей. Отвечая Сторку, Фалько утверждает, что документальные подтверждения о существовании специальных оптических средств появились уже в XIII веке. В качестве доказательства приводятся две картины 1352 года — «Иснардо из Виченцы» и «Святой Иероним» — итальянского художника Томмазо да Модены, где изображены очки. Однако, по мнению Сторка, у линз, изображённых на картинах Томмазо да Модены, недостаточное фокусное расстояние. По мнению Хокни и Фалько, несмотря на то, что художники прошлого обладали высоким мастерством, это не мешало им использовать приборы, которые применялись при естественном солнечном освещении. Молчание старых мастеров относительно приспособлений, помогавших им рисовать, сторонники теории объясняют также страхом перед инквизицией, которая, несомненно, сочла бы такие устройства изобретением дьявола.
В своей статье «Розеттский камень?» (Leonardo, 2004) Кристофер Тайлер проанализировал центральный мотив узора ковра на картине Лоренцо Лотто «Портрет мужчины и его жены». Тайлер пришёл к выводу, что узор написан художником без всяких вспомогательных средств, как то утверждал Хокни, линии узора не имеют единой точки схода, его искажение также свидетельствует о том, что Лотто, не ставивший перед собой задачу воспроизвести перспективное сокращение с геометрической точностью, писал ковёр «на глаз». По мнению Тайлера, то, что Лотто не использовал оптические проекции при работе над картинами, доказывает ангел с его картины «Благовещение», который изображён в движении, со взвихрившимися одеждами. Такое изображение невозможно написать со статичной модели — на помощь художнику пришли его талант, мастерство и воображение.
В 2003 году в Генте прошла конференция, где независимые эксперты пытались взвесить все «за» и «против» теории Хокни — Фалько.